# Taxeotis intermixtaria
Taxeotis intermixtaria là một loài bướm đêm trong họ Geometridae.